# コンラート・ローレンツ
コンラート・ツァハリアス・ローレンツ（Konrad Zacharias Lorenz ドイツ語発音: [ˈkɔnʁaːt ˈloːʁɛnts], 1903年11月7日 - 1989年2月27日）は、オーストリアの動物行動学者。英語風にコンラッド・ローレンツとも表記される。刷り込みの研究者で、近代動物行動学を確立した人物のひとりとして知られる。息子は物理学者のトーマス・ローレンツ。

## 生涯
1903年、オーストリア＝ハンガリー帝国時代のウィーン近郊アルテンベルクに生まれる。ノーベル賞受賞に際して書かれた自伝的エッセイで、両親が「私の動物への尋常ではない愛情に対して、おそろしく寛容だった」こと、そしてセルマ・ラーゲルレーヴの『ニルスのふしぎな旅』がガンへの情熱を満たしたことが科学者として重要だったと認めた。はじめウィーン大学医学部で学び医師の資格を得、さらにウィーン大学で動物学を学ぶ。
父アドルフ・ローレンツの願いで、1922年にコロンビア大学で医学を学び始めた。しかし1923年にはウィーンに戻り、ウィーン大学で研究を続けた。1928年に医学博士となり、それから解剖学研究所で1933年まで助教授を務めた。1933年に動物学で二つ目の博士号を取得した。1936年に本能に関する国際シンポジウムで重要な友人であり同僚となるニコ・ティンバーゲンと出会った。二人はともに野生の、家畜の、そして雑種のガチョウを研究した。
「腐敗の同様のプロセスは文明化された人間の中でも起きる」のではないかと疑い、恐れ始めた。1940年にケーニヒスベルク大学の心理学の教授となった。1941年にドイツ国防軍に徴兵された。ローレンツはバイクの整備士を望んだが、軍医として配属された。軍務についてすぐにソ連軍の捕虜となり、1942年から1948年まで捕虜収容所で拘束された。そのあいだも医者として働き、「ほとんどは医者だったが、何人かのロシア人ととても親しくなった」。解放された時、書きためていた本の原稿とペットとしていたムクドリを持ち帰ることを許された。ローレンツは「無傷の鳥と原稿を持って」アルテンベルクに戻った。原稿は『鏡の背面』に使われた。
1949年に、一般読書向けに動物行動学を説明する著書『ソロモンの指環』を刊行する。
1950年にマックス・プランク協会はデュルメンで行動心理学ローレンツ研究所を設立した。1957年にはミュンヘン大学動物学科の名誉教授となった。ローレンツは1958年にはマックス・プランク行動心理学研究所に移籍した。1969年にユネスコから科学普及の功績に対してカリンガ賞を受賞し、チーノ・デル・ドゥーカ世界賞の最初の受賞者となった。
1973年、ニコ・ティンバーゲン、カール・フォン・フリッシュと共にノーベル生理学・医学賞を受賞した。いずれも動物行動学の同僚研究者である。同年にマックス・ブランク研究所を退職したが、アルテンベルクやグリューナウ・イム・アルムタールに住み、研究と執筆活動を続けた。1974年にオーストリアに戻り、オーストリア科学アカデミー動物社会科学研究所の所長になる。

## 業績

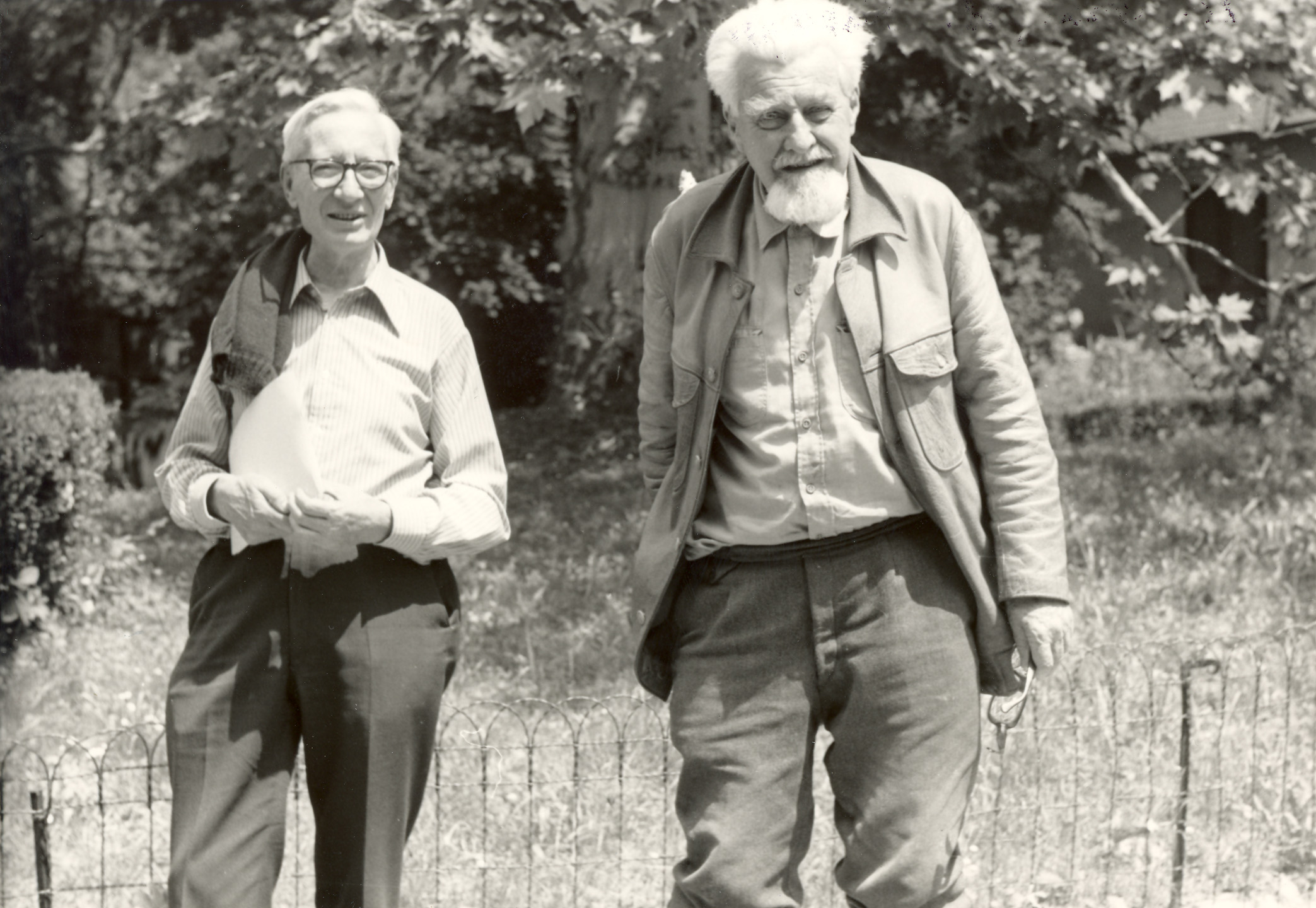
ティンバーゲン（左）とローレンツ（右）。1978年。

ティンバーゲンとともにローレンツは固定的動作パターン（本能行動）を説明するために生得的解発機構の概念を発展させた。二人は大きな卵や偽のくちばしが固定的動作パターンをより強く引き出すことができること（超正常刺激）を発見した。ウィリアム・マクドゥーガルのアイディアに影響され、ローレンツは行動の動機の「心理流体学的」なモデルを考案したが、それは1960年代に影響力があった「種の維持」論の傾向があった。エソロジーへのもう一つの貢献は「刷り込み」に関する研究である。
ローレンツの最も大きな功績は、動物行動の観察という当時は軽視されていた古典的な手法を厳密に用い、科学の名に値するものに仕立てたことである。生理学・解剖学などからはわからない、動物の行動を直接研究する分野が生まれることになった。その中で特に有名なのはニシコクマルガラスやハイイロガンの観察研究である。自ら様々な動物を飼育し、解剖したり傷つけたりするような実験は好まなかった。刷り込み現象の発見は、自らのハイイロガンの雛に母親と間違われた体験に端を発したものである。また、そのガンに関する写真集なども出している。だがその説に対しては、後にあまりにも擬人化しすぎているとの批判が向けられた。
ローレンツは、動物の行動は種を維持するためにあると考えていたが、その後、社会生物学の発展などにより動物の行動は種のためではなく自分自身のため（さらには遺伝子が生き残るため）であると解釈されるようになっていった。動物行動学は彼が第一線から退く頃には大きく変貌していたが、ローレンツは個体のためという新しい視点の受け入れには消極的だった。変革の立役者の一人であるE.O.ウィルソンは著書の中でローレンツらを論理が粗雑だと批判しながらも、動物の行動が生物の他の形質と同じように進化や自然選択の文脈で扱えることを我々に納得させたと評価している。

## 政治的見解
ローレンツは1938年にナチ党に入党しナチ体制下で大学の職を手に入れた。党への入党申請書には「私の研究の全てが国家社会主義思想のために捧げられると、私は言うことができます」と書いた。当時の出版物は、ナチへの共感によって研究が汚されているという非難を後に引き起こすことになる。その頃の出版物の中には疑似科学的な比喩によって表現されていたナチの「人種衛生学」への支持も含まれている。人生の終わり頃には立ち上がったばかりのオーストリア緑の党を支持し、1984年にはハインブルク・アン・デア・ドナウ近くに建てられることになった発電所に反対する草の根運動を支持し、住民投票の象徴となった。

## エピソード
- イカに関して、「イカは人工的な飼育ができない唯一の生物」と発言していたこともあり、1975年に松本元がヤリイカの飼育に成功したことを知ったときは、来日して実際にイカが水槽内で生きている様を一週間見届けるまで信じなかったという[2]。また、その水槽を「全ての水産生物の未来を変える」と評した。
- ハムスターを「神が都会に住む哀れな動物好きの為に作った動物」と絶賛したが、後々には、脱走したときに家具を破壊されないように注意すべしという旨の話を書いた。
- 彼は相当な都会嫌いであったといわれている。
- コンラートは公私ともに、沢山の動物を飼育していた。家中に動物を放し飼いにしていたと、自著などには書かれている。
- ローレンツの長女・アグネスが幼い頃、放し飼いの生き物に怪我をさせられないよう、妻のマルガレーテは「逆檻の原理」を利用してアグネスを檻に閉じ込めてしまったという。
- 放し飼いの動物によって、かなりの数の家具などを汚されたり壊されたりした。それでも我慢してくれた両親と妻に感謝していたと自著に述べられている。
- 子供の頃、ミジンコを手製の網で捕まえた経験から、自然の世界に美しさと不思議があることを知った。それが自然科学に興味を持ったきっかけのひとつだったという。
- コンラートとその妻・マルガレーテは、互いの飼っている犬の性格が気に入らず、夫婦喧嘩をした。結局、コンラートの飼い犬・チト（シェパード）の息子であるブビが、マルガレーテの飼い犬・ピギ（チャウチャウ）と結婚したことで、けりがついた。この時からコンラートは、チャウチャウとシェパードの雑種の育種をはじめた。その雑種の中で最も忠実だったのは、第二次世界大戦前～その戦時中まで飼っていた、雌犬のスタジだと自著で述べた。

その他にも様々なエピソードが存在する。

## ローレンツアクアリウム

### 概要
バランスドアクアリウムとよばれるアクアリウムの一種であるが、ローレンツが著書『ソロモンの指環』の2章で紹介し、有名になったことから、ローレンツアクアリウムと呼ばれることが多い。
これは、バイオスフィア2のような、完全に独立した生態系を作ろうというものではない。ポンプやろ過装置など水質維持用の機材を用いず、水槽内に暮らす生物同士のバランスで水槽内の環境を保つことを目的とするものである。

### システム
1. 魚などの動物が二酸化炭素や排泄物を出す
2. 水草や藻類など植物体が、それらを吸収して生育する。
3. 植物による浄化作用で水が浄化される。

こういった生体同士で行われる物質のやり取りを利用する。

### 作り方
『ソロモンの指環』の説明より。
1. 衛生的に問題がない砂をガラス鉢の底に少量敷く。
2. 数リットルの水を注意深く注ぐ。
3. 水草の茎を数本入れる。
4. 適度な光量の窓辺に置く。
5. 水草が生長を始めたら、適宜動物を入れる。

## 著書の訳書
- 『ソロモンの指環 動物行動学入門』（早川書房, 1963年 ハヤカワ・ライブラリ、単行新版 1970年／ハヤカワNF文庫 1998年、新版2006年）、日高敏隆ほか訳
- 『人イヌにあう』（en）小原秀雄訳（至誠堂, 1968年／ハヤカワ文庫NF　2009年）
- 『攻撃 悪の自然誌』日高敏隆・久保和彦訳（みすず書房（1・2）, 1970年、新版全1巻, 1985年）
- 『文明化した人間の八つの大罪』日高敏隆・大羽更明訳（思索社, 1973年／新思索社, 1990年）
- 『鏡の背面 人間的認識の自然誌的考察』谷口茂訳（思索社（上・下）, 1974-75年／ちくま学芸文庫, 2017年）
- 『行動は進化するか』 日高敏隆・羽田節子訳（講談社現代新書, 1976年）
- 『動物行動学』丘直通・日高敏隆訳（思索社 全4巻, 1977年-1980年／筑摩書房［ちくま学芸文庫］全2巻, 1997年／新思索社, 2005年）
- 『自然界と人間の運命』谷口茂訳（思索社（1・2）, 1983年／新思索社・全1巻, 2005年）
- 『人間性の解体』谷口茂訳（思索社, 1985年／新思索社, 1999年）
- 『ガンの子マルティナ』日高敏隆訳（芸林書房, 1988年）
- 『モラルと武器』日高敏隆訳（芸林書房, 1988年）
- 『ハイイロガンの動物行動学』大川けい子 訳（平凡社, 1996年）

### 共著
- 『ヒトと動物』奥井一満・柴崎篤洋訳（思索社, 1975年）
- F・クロイツァー　『生命は学習なり わが学問を語る』（思索社, 1982年）
- 『ローレンツの世界―ハイイロガンの四季』（日本経済新聞社, 1984年）、写真多数
- カール・R・ポパー『未来は開かれている アルテンベルク対談 ホパー・シンポジウム(ウィーン)記録』（思索社, 1986年）
- オスカル・ハインロート『なぜそんな嘴なのか―師ハインロートへの手紙（上・下）』（マグロウヒル出版, 1990年／ちくま学芸文庫, 1997年）
- J.ピアジェ 他著『遊びと発達の心理学』黎明書房  2013年　(精神医学選書  第11巻)